# Arrigo Wittler
Arrigo Wittler (* 8. April 1918 in Heeren-Werve, heute Kamen; † 17. August 2004 in Worpswede) war ein deutscher Maler.

## Leben und Werk
Wittler studierte an der Akademie der Bildenden Künste München Malerei und Kunstgeschichte. 1952 erhielt er den Kunstpreis Jung-Westfalen. Mitte der 1950er Jahre zog er nach Italien, wo er für über 20 Jahre auf den Inseln Procida, später auf Ischia seinen Hauptaufenthaltsort nahm.
Seine ganz persönliche Handschrift in der Kunst erreichte er durch weitere Studien unter anderem an der Universität Heidelberg, wo er Einblicke in die moderne Naturwissenschaft bekam. Fortan malte er Bilder, die sich mit der modernen Wissenschaft und der Vermassung der Menschheit beschäftigten. Sein Werk gilt als extrem umfangreich und vielseitig.
Arrigo Wittler starb am 17. August 2004 im Alter von 86 Jahren in Worpswede. Er fand, wie viele weitere Künstler, seine letzte Ruhestätte auf dem dortigen Friedhof bei der Zionskirche.

## Ausstellungen (Auswahl)
zu Lebzeiten
- 1966 Galerie Obere Zäune, Zürich
- 1967 Dom-Galerie, Köln (Ausstellungskatalog)
- 1967 Künstlerhaus, Wien
- 1969 Kunstverein München (Ausstellungskatalog)
- 1971 Paula Modersohn-Becker Museum Bremen
- 1972 Galerie Ulus, Belgrad
- 1977 Museumsdorf Cloppenburg (Ausstellungskatalog)
- 1978 Kultur- und Informationszentrum, Zagreb
- 1981 Galerie Steiner, Zürich
- 1985 Galerie Bollhagen, Worpswede
- 2001 Schloss Opherdicke, Kreis Unna
- 2003 Galerie Kreutziger in Worpswede
- 2004 Rathaus am Stadtpark in Friesoythe
- 2004 Galerie Art Gluchowe, Glauchau

posthum
- 2008 Museumsdorf Cloppenburg (Ausstellungskatalog)
- 2010 Kunsthaus Villa Jauss, Oberstdorf

## Ateliers
Ateliers hatte Wittler u. a. in München, im Tannheimer Tal, in Worpswede, Matrum bei Cloppenburg, Niederhörne/Wesermarsch, im Bayerischen Wald, im Allgäu und auf Procida, später auf Ischia im Golf von Neapel.